# 希爾興巴赫河
50°48′30.6″N 8°4′38.3″E / 50.808500°N 8.077306°E

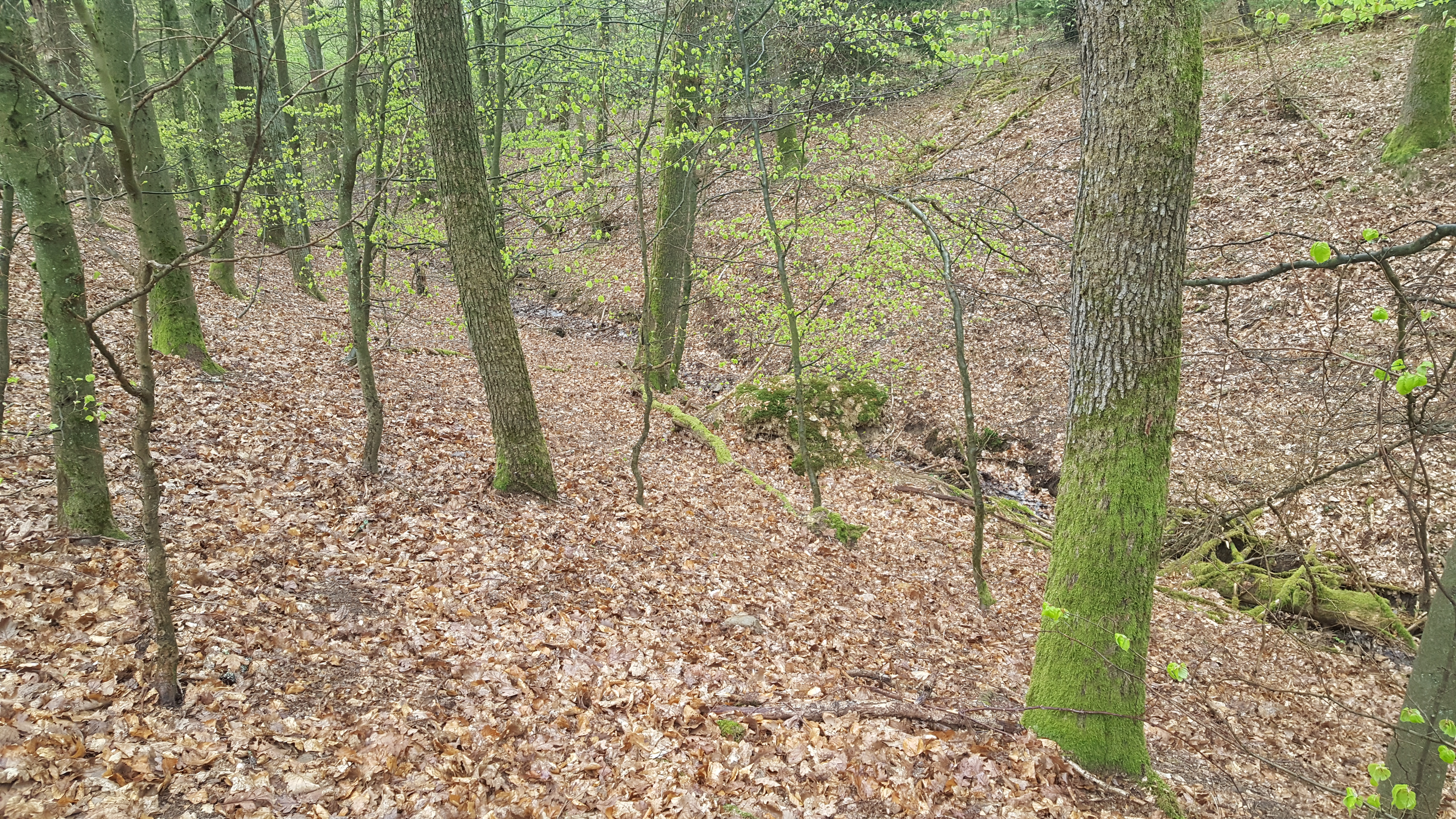

希爾興巴赫河（德語：Hilchenbach）是德國的河流，位於該國西部，處於北萊茵-威斯特法倫州，屬於維爾德巴赫河的右支流，河道全長0.5公里，河畔城鎮有維爾恩斯多夫。